# Specter at the Feast
Albums de Black Rebel Motorcycle Club
Beat the Devil’s Tattoo
(2010) Wrong Creatures
(2018)
Specter at the Feast est le septième album du groupe américain de rock alternatif Black Rebel Motorcycle Club, publié le 18 mars 2013.

## Liste des chansons
Toutes les chansons sont écrites et composées par Black Rebel Motorcycle Club.
| No  | Titre               | Durée |
| --- | ------------------- | ----- |
| 1.  | Fire Walker         | 6:23  |
| 2.  | Let the Day Begin   | 4:06  |
| 3.  | Returning           | 5:34  |
| 4.  | Lullaby             | 4:36  |
| 5.  | Hate the Taste      | 3:50  |
| 6.  | Rival               | 3:37  |
| 7.  | Teenage Disease     | 3:22  |
| 8.  | Some Kind of Ghost  | 3:51  |
| 9.  | Sometimes the Light | 3:20  |
| 10. | Funny Games         | 4:39  |
| 11. | Sell It             | 6:46  |
| 12. | Lose Yourself       | 8:39  |